# أليكس هووكس
أليكس هووكس (بالإنجليزية: Alex Hooks)‏ هو لاعب كرة قاعدة أمريكي، ولد في 29 أغسطس 1906 في إيدجوود في الولايات المتحدة، وتوفي بنفس المكان في 19 يونيو 1993.

## وصلات خارجية
- أليكس هووكس على موقعبيزبول رفرنس.كوم (الدوري الرئيسي) (الإنجليزية)
- أليكس هووكس على موقعبيزبول رفرنس.كوم (الدوري الثانوي) (الإنجليزية)